# تومورین آرتاگ
تومورین آرتاگ (انگلیسی: Tömöriin Artag; ۱۰ آوریل ۱۹۴۳ – ۱ ژانویهٔ ۱۹۹۳) کشتی‌گیر اهل مغولستان بود.